# Setge de Tolosa (1218)
El setge de Tolosa de 1218 és una campanya de Simó IV de Montfort per prendre la ciutat de Tolosa, que s'havia aixecat en contra seu.

## Antecedents
El setge de Bellcaire (estiu del 1216) fou el primer fracàs de Simó de Montfort i havia fet que la seva reputació com a invencible desaparegués. També va accentuar el cansament dels seus barons i dels soldats després de set anys de guerrilla permanent. Molts dels seus seguidors li aconsellaven que es moderés, però Simó rep la notícia que el comte Ramon VI de Tolosa es dirigeix a Tolosa amb un exèrcit. Simó hi envia una avant-guarda, que acaba sent capturada pel contingent de Tolosa, així que es veu obligat a enviar-hi el seu exèrcit a marxa forçada i acaba avançant l'exèrcit de Ramon VI.
Els tolosans, enmig d'una difícil posició, ja que capturar el destacament d'avant-guarda és un senyal clar de rebel·lió, envien una delegació, que Montfort captura de seguida. Simó, enfurismat, parla d'imposar una multa desmesurada a la ciutat o per contra, saquejar-la. Folquet de Marsella, bisbe de Tolosa i amic de Montfort, fa de mediador i apaivaga la còlera de Simó. Mentre que el bisbe Folquet parlamenta amb la població, l'exèrcit de Montfort penetra en la ciutat i cala foc al barri jueu per tal de desorganitzar els seus oponents, però la ciutat s'omple de barricades i ell es veu forçat a replegar-se al castell narbonès. Els nobles de Tolosa, però, saben que sense el suport de l'exèrcit els és impossible resistir a l'exèrcit francès. Per tant, decideixen negociar la rendició de la ciutat. Quan els soldats francesos capturats són alliberats pels tolosans, Simó de Montfort es treu definitivament la màscara de moderació i exerceix una forta repressió sobre la ciutat: n'ocupa els llocs estratègics, fa tot d'arrestos discriminats, deporta els nobles... Finalment l'animositat de Tolosa acaba esdevenint odi envers Montfort.
Durant el mes de novembre de 1216 Simó de Montfort surt de la ciutat i casa el seu fill Gui amb Peronella de Comenge, comtessa de Bigorra. Després del casament torna a la ciutat per celebrar-hi el Nadal de 1216 i és aleshores que implanta un nou impost per finançar el seu exèrcit. Al començament ja del 1217 parteix per combatre contra Ramon Roger, comte de Foix, i pren alguns castells que havien pres els cavallers faidits a les Corbièras. El juny de 1217 surt cap a Provença per desallotjar-ne Ramon VII, qui posseïa el marquesat. Pren la ciutat de Creis a Aimar II de Poitiers, comte de Valentinois i el sotmet, traient així a Ramon VII el seu principal aliat, quan rep un missatge de la seva dona Alix de Montmorency (que s'havia quedat al castell a Tolosa) on li diu que Tolosa s'ha aixecat de nou en rebel·lió i que ella ha obert les portes a l'exèrcit de Ramon VI.

## El setge
De fet, el comte Ramon VI es trobava a l'Aragó, quan Simó de Montfort creia que era a Provença. Des de la partida de Montfort cap a Provença, Ramon reuneix un exèrcit amb cavallers faidits i es dirigeix cap a Tolosa. Aliat amb els comtes de Foix i de Comenge, derrota una petita tropa comandada per Joris, un fidel seguidor de Montfort. El 12 de setembre aconsegueix arribar a la rodalia de Tolosa i hi envia missatgers als aliats que es trobaven dins la ciutat. L'endemà avança tot evitant les guarnicions que havia deixat Montfort i entra a Tolosa, on l'esperava una gentada que l'aclamava. Alix de Montmorency, encara al castell de Nervones, no pot pas evitar que l'exèrcit hi entri, però envia missatgers a Simó i a llur fill Gui. Durant aquest temps, els tolosans s'afanyen a preparar la defensa de la ciutat, i reconstrueixen les fortificacions malmeses per Montfort.
Gui de Montfort hi arriba el 22 de setembre, acompanyat d'Alain de Roucy, d'Hug de Lacy, de Gui I de Levis i de Foucault de Berzy.Bo i veient que la murada de Montoulieu encara està destruïda, intenta un assalt, però és vençut pel comte de Foix. A començament d'octubre, Simó de Montfort arriba davant la ciutat i organitza un assalt, però, i probablement previngut per un espia, el comte de Comenge repel·leix l'assalt i intenta ferir el seu gendre. Després del fracàs del segon assalt, Simó de Montfort s'ha de resignar a un setge que es preveu llarg.
L'endemà va atacar el burg de Sent Çubran, a l'altra riba del Garona, que permetia l'avituallament de Tolosa. Aquell mateix dia, però, Tolosa rep reforços de contingents catalans i aragonesos. Simó de Montfort només rep uns pocs reforços, i els tolosans aconsegueixen el control de Sent Çubran de nou. Tant d'un bàndol com de l'altre, comencen a construir-se manganells i aparells d'atac. Durant l'hivern només té lloc un assalt, també fallit. Tolosa és massa gran i està massa ben defensada per ser conquerida només mitjançant un assalt, i els efectius francesos són massa febles per assegurar un bloqueig eficaç.
El dia de Pasqua, el 15 d'abril de 1218, els tolosans intenten acabar amb el setge, i té lloc una gran batalla que finalment no fa avançar la situació. A començament de maig, els contingents de croats, conduïts per Miquel d'Harnes, un senyor artesà, i Gautier de Langton, un senyor anglès, s'uneixen a Simó de Montfort. Ell ho aprofita per intentar reprendre el burg de Sent Çubran, però els tolosans ja havien previst l'atac i hi havien aixecat tot de barricades per evitar-ho. A les acaballes de maig, una tempesta fa pujar les aigües del Garona de tal manera que acaba desbordant-se i inundant Sent Çubran, fent desaparèixer barricades i ponts. Simó de Montfort ja pot ocupar el poblet i bloquejar l'avituallament de la ciutat. El 2 de juny Montfort intenta fer sortir les tropes de Tolosa fora de la ciutat, però Ramon Roger de Foix aconsegueix sortir victoriós del parany. Els croats reben un nou contingent comandat pel comte de Soissons, mentre que Ramon VII entre a la ciutat amb les seves tropes.

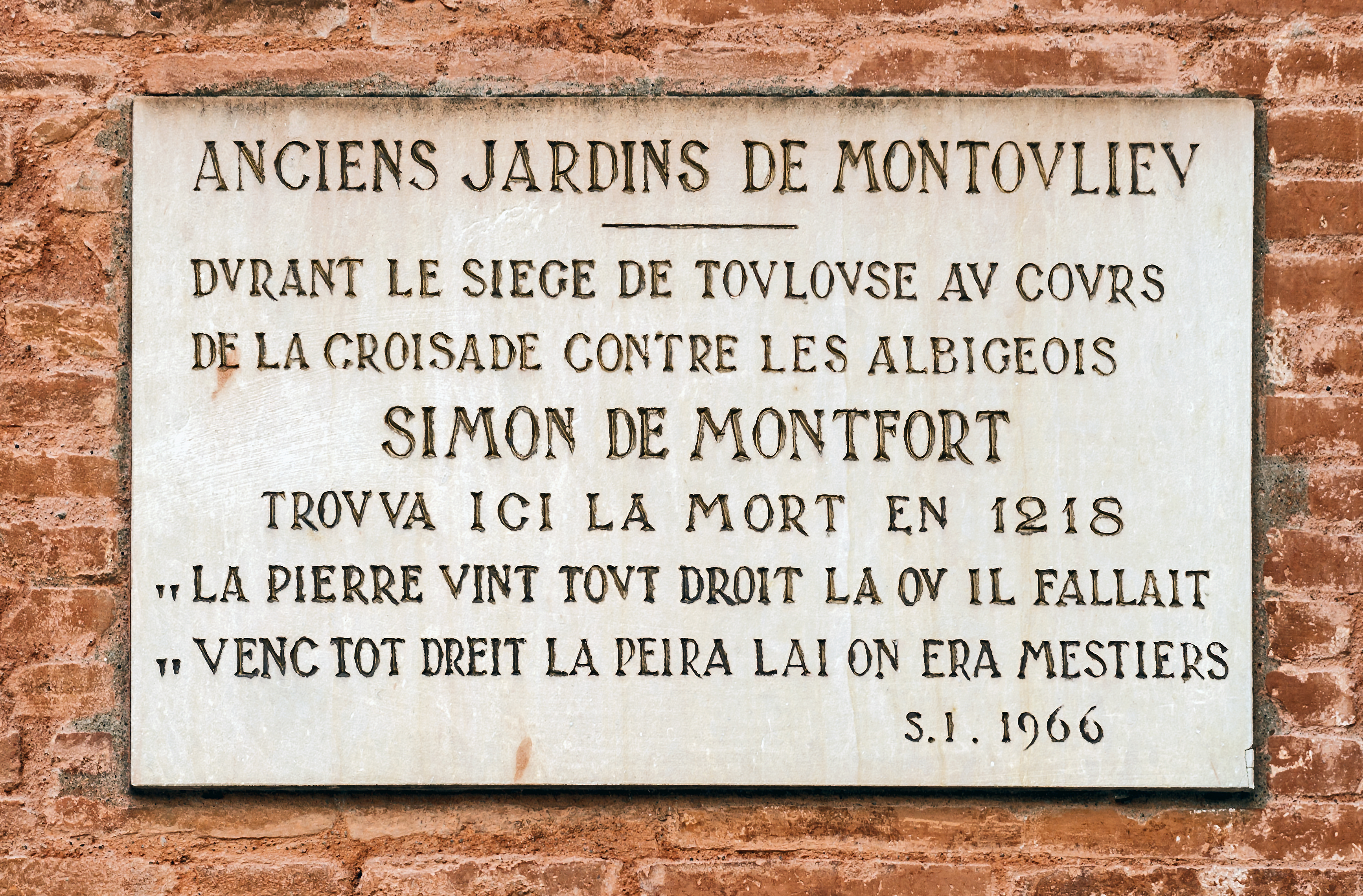
Placa commemorativa de la mort de Simó de Montfort

Simó ordena construir una torre de fusta per capturar la ciutat, i els tolosans surten de la ciutat el 25 de juny per cremar-la. Un cop més, té lloc una cruent batalla. Durant els combats, Simó veu com cau el seu germà Gui quan li maten el cavall. Quan intenta socórrer-lo rep una pedrada al cap i cau mort al camp de batalla.
Amaurí IV de Montfort, el seu fill gran, pren immediatament la direcció de les operacions, però la moral de les tropes dels croats disminueix, i el contingent del comte de Soissons abandona el setge. Intenta un darrer assalt l'1 de juliol de 1218, però a contracor i aconsellat pel seu oncle Gui i els seus barons, fa acabar el setge per complet el 25 de juliol.